# Pasamanería

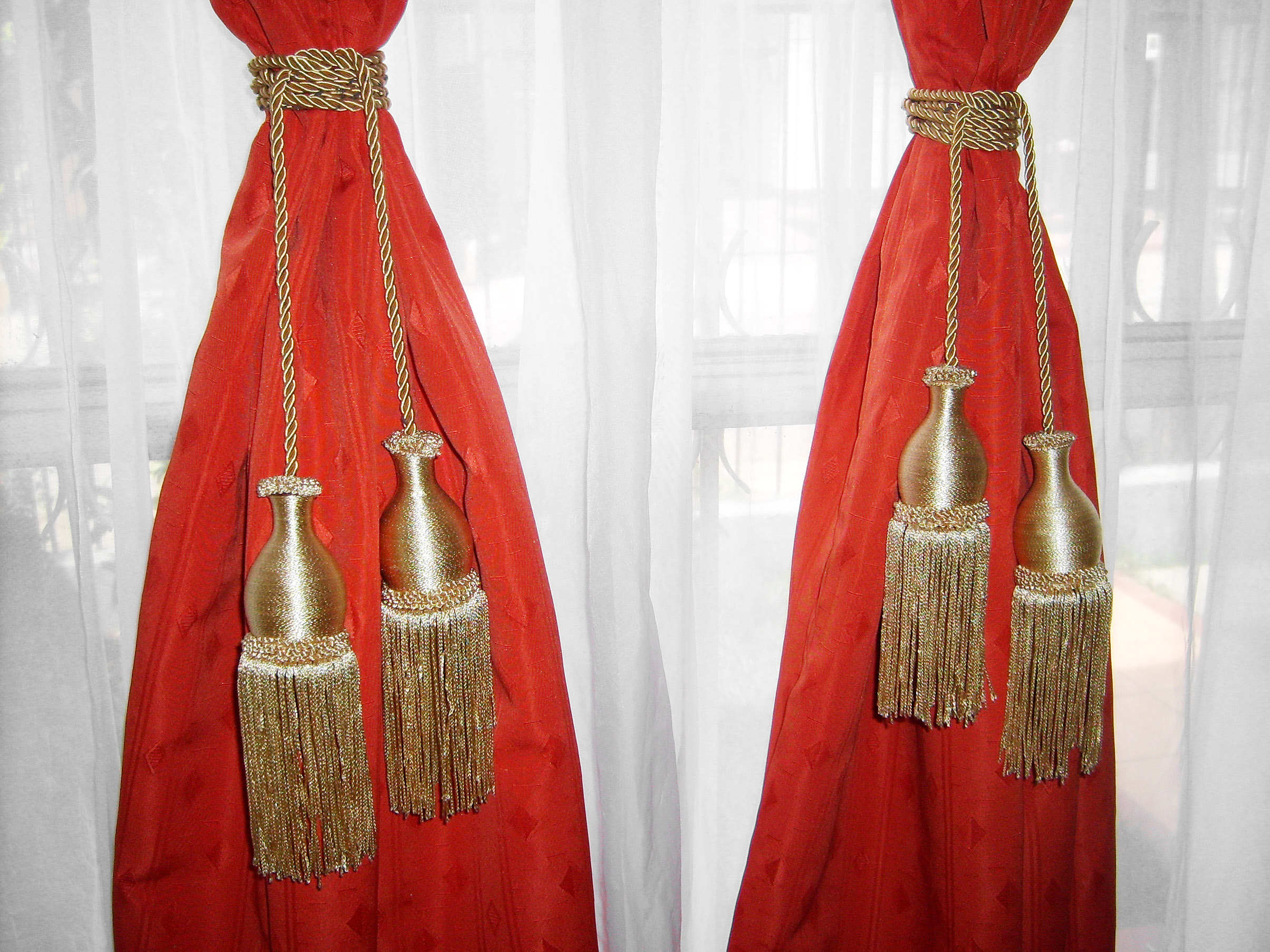
Cortinas adornadas con pasamanería.

La pasamanería es el conjunto de objetos de decoración confeccionados a base de cordones, borlas o galones.  Es toda tela menor a 15 centímetros de ancho, como cuerdas, cordones, elásticos, galones, listones, fleco, espiguillas, soutache, cintas, etcétera. Se pueden utilizar en una gama amplia de materiales para su fabricación.

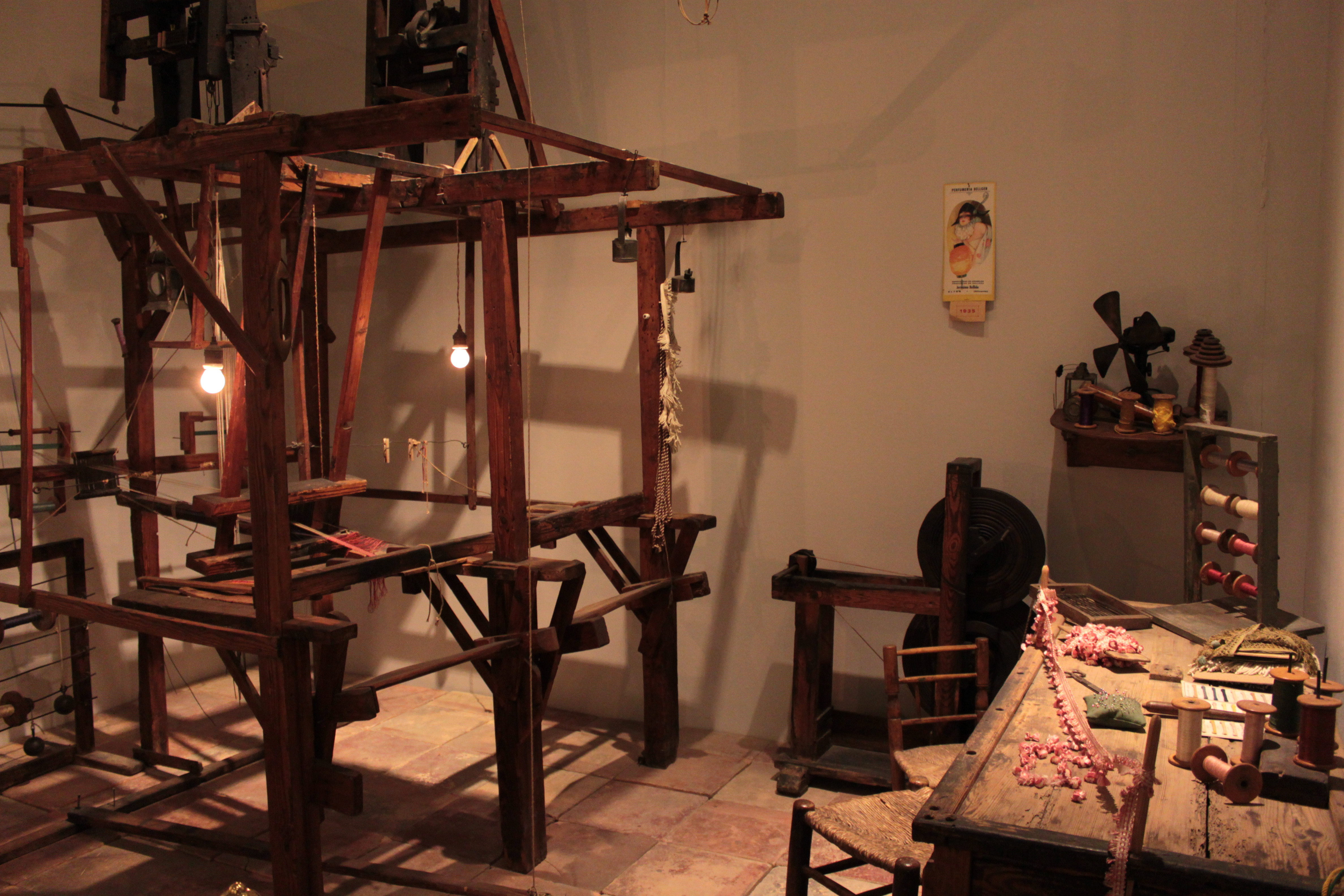
Recreación de un taller de pasamanería, Museu Valencià d'Etnologia.

La pasamanería se utiliza como ornamento en fundas y cortinas o como ribete de tapicerías, colchas y otros objetos. En la actualidad, también se emplea en marroquinería, indumentaria, decoración de accesorios y también bisutería.